# Acalypha glechomifolia
Acalypha glechomifolia är en törelväxtart som beskrevs av Achille Richard. Acalypha glechomifolia ingår i släktet akalyfor, och familjen törelväxter. Inga underarter finns listade i Catalogue of Life.